# 浮世風情繪
《浮世風情繪》，香港三级片，改编自清朝李渔小说《肉蒲团》，导演何藩，主演鄧仲坤、关海山、郑婉雯、林于斐、左颂昇、于芷蔚、孙建。1996年改名《足本玉蒲團》重映。

## 剧情
明朝，无父无母的未央生做了一个梦，梦见自己睡在女人堆里，起来才知道是春梦。他去拜见铁板老先生，娶走了他的女儿玉香。玉香嫁入未央生家里之后，就开始齐家法度、相夫教子。一日，她刺绣了一个鸳鸯戏水图，这时候，未央生拿出一本《汉宫遗照》的书籍给她，该书讲述性交体位，令玉香脸红不已，自此之后，夫妻二人按照书籍中图谱每日在家里研习房中术，书童和丫鬟如意见了惊讶不已，丫鬟把这个事情告诉了未央生的岳父铁板先生。不久之后，未央生拜别岳父上京赶考，在路上的茶馆旁边，他遇到了一个叫赛昆仑的人，结成好兄弟，赛昆仑是夜盗千户的江湖大盗。两人喝酒之间，走过一名扶着母亲的女子，未央生目不转睛的盯着对方看，而对方也暗送秋波。未央生躲到送子行宫中，偷看前来上香求子的妇女，轩轩子的妻子白香云过来上香，被他看到之后，未央生暗恋上对方，未央生不知不觉走了出去见她，她不理睬未央生，丢下团扇一把就走了。这天晚上，未央生想着白香云，睡不着觉，这时候，赛昆仑从房顶一跃而入，要和未央生喝酒，未央生把自己的心事告诉赛昆仑，赛昆仑决心帮他把白香云这女子弄到手，但是当未央生告诉赛昆仑自己做爱只能持续半小时之后，赛昆仑大笑，认为他只是马马虎虎及格，赛昆仑随后替未央生量阴茎的尺码，弄完之后，赛昆仑言辞打击了未央生。第二日，未央生在街上看到布告，有天际真人传授房中术，于是便去找天际真人求助，天际真人用猪獾的阴茎换在未央生的身上。未央生手术成功，便来找白香云，两人见了面。中秋节，白香云的丈夫轩轩子去看戏去了，深夜，未央生溜进白香云家里，摸到床上去，结果和白香云的替身花姐做爱，做完点燃蜡烛白香云才出来，原来是白香云试探未央生的功力，数日之后，未央生用银子跟轩轩子买下了他妻子白香云。轩轩子怀恨在心，化名权老实，去未央生岳丈家里打工。未央生的家里突然来了一名新工人权老实，负责开垦荒园，他冬天里都光着膀子，玉香偷看之后，看上了他，但是玉香的父亲铁板先生却把丫鬟如意许配给了权老实，玉香偷看他和丫鬟如意行房。一日晚上，权老实偷看玉香洗澡，进门去，两人做了爱。但是，权老实故意把玉香引出家门，然后卖她到了妓院。一天晚上，未央生又做了春梦，惊醒之后，决心回家乡看看，好友请他去妓院玩，他在妓院叫了个女子服侍，却发现是自己的妻子玉香，愤怒之下，未央生去找老鸨算账，老鸨告诉他他妻子玉香是被人卖来的，未央生听了之后懊悔不已，回到房间，却看到玉香已经上吊死了。

## 演出
| 演员   | 角色     | 备注                                         |
| 鄧仲坤 | 未央生   | 玉香的丈夫，艷芳的情夫。                     |
| 張照   | 铁板先生 | 未央生的岳父，玉香的父亲。                   |
| 郑婉雯 | 鐵玉香   | 未央生的妻子，铁板先生的女儿，權老實的情妇。 |
| 左颂昇 | 赛崑崙   | 江湖大盗。                                   |
| 周迎迪 | 艷芳     | 權老實的妻子，未央生的情妇。                 |
| 于芷蔚 | 白香雲   | 軒軒子的妻子。                               |
| 孙建   | 權老實   | 艷芳的丈夫，玉香的情夫。                     |

## 花絮
该片讲述了“淫人妻女者被人淫”的道德伦理。
何藩被誉为香港三级片的十大导演。

## 外部連結
- 開眼電影網上《浮世風情繪》的資料（繁體中文）
- 香港影庫上《浮世風情繪》的資料（繁體中文）
- 豆瓣电影上《浮世風情繪》的資料 （简体中文）
- 时光网上《浮世風情繪》的資料（简体中文）
- AllMovie上《浮世風情繪》的资料（英文）
- 互联网电影数据库（IMDb）上《浮世風情繪》的资料（英文）